# Первая чеченская война
Пе́рвая чече́нская война́ (чечен. Хьалхара оьрсийн-нохчийн тӀом) — боевые действия на территории Чечни и в приграничных регионах Северного Кавказа между войсками России (ВС и МВД) и непризнанной Чеченской Республикой Ичкерия с целью восстановления российской власти на территории Чечни, на которой в 1991 году была провозглашена Чеченская Республика Ичкерия.
Конфликт и предшествующие ему события характеризовались большим количеством жертв среди населения, военных и правоохранительных органов, звучали взаимные обвинения сторон в геноциде.

## Предыстория конфликта
С началом перестройки в различных республиках Советского Союза, в том числе и в Чечено-Ингушетии, активизировались различные националистические движения. Одной из подобных организаций стал созданный в 1990 году Общенациональный конгресс чеченского народа (ОКЧН), ставивший своей целью выход Чечни из состава СССР и создание независимого чеченского государства. Его возглавил бывший генерал советских Военно-воздушных сил Джохар Дудаев.

### «Чеченская революция» 1991 года

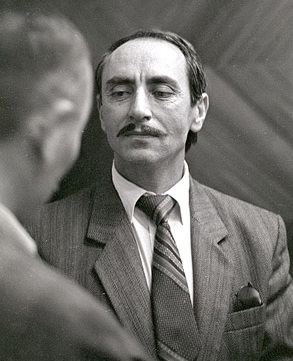
Дудаев в сентябре 1991 года

8 июня 1991 года на II сессии ОКЧН Дудаев провозгласил Чеченскую Республику (Нохчи-чо), таким образом, в республике сложилось двоевластие.
В июле 1991 г. II съезд ОКЧН заявляет, что самопровозглашенная Чеченская Республика (Нохчи-Чо) не входит в состав РСФСР и СССР.
Во время событий 19—21 августа 1991 года в Москве, руководство ЧИАССР, по некоторым данным, поддержало ГКЧП (по другим данным, Завгаев до провала выступления ГКЧП воздерживался от оценок событий в Москве). Оценив ситуацию, 6 сентября 1991 года Дудаев объявил о роспуске республиканских государственных структур, обвинив Россию в колониальной политике. В этот же день сторонники Дудаева штурмом захватили здание Верховного Совета ЧИАССР, телецентр и Дом радио. Более 40 депутатов было избито, а председателя грозненского городского совета Виталия Куценко убили, выбросив из окна. По этому поводу бывший председатель разогнанного Верховного Совета Чечено-Ингушетии Доку Завгаев высказался в 1996 году на заседании Государственной Думы:

«…Война началась тогда, когда среди бела дня был убит Виталий Куценко, председатель Грозненского городского совета…»

Исполнявший обязанности Председателя Верховного Совета РСФСР Руслан Хасбулатов после этого отправил им телеграмму: 
Дорогие земляки! С удовольствием узнал об отставке Председателя ВС республики. Возникла наконец благоприятная политическая ситуация, когда демократические процессы, происходящие в республике, освобождаются от явных и тайных пут…
27 октября 1991 года в чеченской части Чечено-Ингушетии под контролем сепаратистов прошли выборы президента и парламента, Президентом самопровозглашенной Чеченской республики стал Джохар Дудаев. Противники Дудаева заявили о фальсификации результатов выборов. 2 ноября 1991 года Пятым съездом народных депутатов РСФСР эти выборы были признаны незаконными. Позже такое же мнение высказывал председатель Конституционного суда В. Д. Зорькин.
7 ноября 1991 года президент России Борис Ельцин подписал Указ «О введении чрезвычайного положения в Чечено-Ингушской Республике».
После опубликования президентского указа о введении чрезвычайного положения, сторонники сепаратистов окружили здания МВД и КГБ ЧИАССР, военные городки, блокировали железнодорожные и авиаузлы. Лидеры оппозиционных партий и движений заявили о поддержке президента Дудаева и его правительства, взявшего на себя миссию защиты суверенитета Чечни. В конце концов, введение режима чрезвычайного положения было сорвано, 11 ноября указ «О введении чрезвычайного положения в Чечено-Ингушской Республике» после горячей дискуссии на заседании не был утвержден российским парламентом:

Настоящий политический бой вокруг указа развернулся на заседании Верховного Совета РСФСР 11 ноября [1991 года]. На нём в поддержку указа и его скорейшего выполнения выступили А. В. Руцкой, В. Г. Степанков и Р. И. Хасбулатов. Решительно поддержал указ, фактически признавая за собой существенную долю ответственности за его появление, С. М. Шахрай. Однако, вероятно, достаточно неожиданно для сторонников указа представители разных депутатских фракций (по разным причинам) активно выступили с единой позицией необходимости немедленной отмены его действия. Указ был отменён, а в постановление Верховного Совета был включен пункт о необходимости парламентского расследования всего комплекса связанных с ним обстоятельств.
 Лидеры чеченской оппозиции заявили о поддержке президента Дудаева как защитника суверенитета Чечни.
После распада СССР Джохар Дудаев объявил об окончательном выходе Чечни из состава Российской Федерации. Сепаратисты начали захваты военных складов. Из республики был начат вывод военных подразделений и частей МВД (к тому моменту уже не советских, а российских), окончательно завершившийся к июню 1992 года.
В июне 1992 года министр обороны РФ Павел Грачёв распорядился передать дудаевцам половину всего имевшегося в республике оружия и боеприпасов. По его словам, это был вынужденный шаг, так как значительная часть «передаваемого» оружия уже была захвачена, а оставшуюся вывезти не было никакой возможности из-за отсутствия солдат и эшелонов. Первый вице-премьер Правительства Олег Лобов на пленарном заседании Государственной Думы так объяснял ситуацию с появлением большого количества оружия у населения Чечни:

«…в 1991 году огромное количество оружия было частично передано, а частично (и в основном) захвачено силовым путём в период выхода войск из Чеченской Республики. Это был период реорганизации. Количество этого оружия исчисляется десятками тысяч единиц, и оно рассредоточено по всей Чеченской Республике…».
По утверждению последнего председателя КГБ автономной республики Игоря Кочубея:

В значительной степени виной разразившегося конфликта была и позиция, занимаемая председателем Верховного Совета России Русланом Хасбулатовым и Асламбеком Аслахановым, который возглавлял комиссию Верховного Совета по безопасности и правопорядку. У них были личные неприязненные отношения с председателем Верховного Совета республики Доку Завгаевым. Практически никакой помощи ни от руководства КГБ России, ни от Правительства РФ или СССР мы не получали. На тот момент мы и предположить не могли, что в СССР рядом политиков явно предпринимаются антигосударственные действия и никаких мер защиты не планируется. Например, мы с министром внутренних дел Чечено-Ингушетии Умалтом Алсултановым настаивали на введении чрезвычайного положения, но его отменили спустя 2-3 часа после введения. Позже у меня появилась запись телефонного разговора Хасбулатова и Дудаева. Хасбулатов сказал: «Чего вы медлите?! Пора убирать эту власть!» В ответ ему был задан вопрос: «А не введёт ли Россия чрезвычайное положение, если мы предпримем такие шаги?» В завершение разговора Дудаеву сказали: «Действуйте смело, не введут!» Эту техническую запись я передал Завгаеву. Когда же свели всё воедино, стало понятно, что на это были затрачены определённые силы. Все было инспирировано и оплачено.

### Распад Чечено-Ингушской АССР (1991—1993)
Победа сепаратистов в Грозном привела к распаду Чечено-Ингушской АССР. Малгобекский, Назрановский и бо́льшая часть Сунженского района бывшей ЧИАССР образовали собой Республику Ингушетия в составе Российской Федерации. Юридически Чечено-Ингушская Республика прекратила своё существование 9 января 1993 года.
Точная граница между Чечнёй и Ингушетией не была демаркирована и до 2018 года не была определена. Во время осетино-ингушского конфликта в ноябре 1992 года в Пригородный район Северной Осетии были введены российские войска. Отношения между Москвой и Чечнёй резко обострились. Российское высшее командование предлагало заодно решить силовым способом и «чеченскую проблему», но тогда ввод войск на территорию Чечни был предотвращён усилиями Егора Гайдара.

### Период фактической независимости (1991—1994)
В результате Чечня стала фактически независимым, но юридически не признанным ни одной страной, включая Россию, государством. Республика имела государственную символику — флаг, герб и гимн, органы власти — президента, парламент, правительство, светские суды. Предполагалось создание Вооружённых сил, а также введение собственной государственной валюты — нахара. В конституции, принятой 2 марта 1992 года, Чеченская Республика охарактеризовывалась, как независимое светское государство, её правительство отказалось подписывать федеративный договор с Российской Федерацией.
В 1992—1993 на территории Чечни было совершено свыше 600 умышленных убийств. За период 1993 года на Грозненском отделении Северо-Кавказской железной дороги подверглись вооружённому нападению 559 поездов с полным или частичным разграблением около 4 тысяч вагонов и контейнеров на сумму 11,5 миллиардов рублей. За 8 месяцев 1994 года было совершено 120 вооружённых нападений, в результате которых разграблено 1156 вагонов и 527 контейнеров. Убытки составили более 11 миллиардов рублей. В 1992—1994 году в результате вооружённых нападений погибло 26 железнодорожников. Сложившаяся ситуация вынудила правительство России принять решение о прекращении движения по территории Чечни с октября 1994 года.
Особым промыслом являлось изготовление фальшивых авизо, по которым было получено более 4 триллионов рублей. В республике процветали захват заложников и работорговля — по данным «Росинформцентра», всего с 1992 года было похищено и незаконно удерживалось в Чечне 1790 человек.
Даже после того, когда Дудаев прекратил платить налоги в общий бюджет и запретил сотрудникам российских спецслужб въезд в республику, федеральный центр продолжал перечислять в Чечню денежные средства из бюджета. В 1993 году на Чечню было выделено 11,5 млрд рублей.

### Политический кризис 1993 года
Весной 1993 года в ЧРИ резко обострились противоречия между президентом Дудаевым и парламентом. 17 апреля 1993 года Дудаев объявил о роспуске парламента, конституционного суда и МВД. 4 июня вооружённые дудаевцы под командованием Шамиля Басаева захватили здание Грозненского городского совета, в котором проходили заседания парламента и конституционного суда; таким образом, в ЧРИ произошёл государственный переворот. В конституцию, принятую в прошлом году, были внесены изменения, в республике установился режим личной власти Дудаева, продолжавшийся до августа 1994 года, когда парламенту были возвращены законодательные полномочия.

### Формирование антидудаевской оппозиции (1993—1994)
После государственного переворота 4 июня 1993 года, в северных районах Чечни, неподконтрольных правительству сепаратистов в Грозном, формируется вооружённая антидудаевская оппозиция, начавшая вооружённую борьбу с режимом Дудаева. Первой оппозиционной организацией был Комитет национального спасения (КНС), проведший несколько вооружённых акций, но вскоре потерпевший поражение и распавшийся. На смену ему пришёл Временный совет Чеченской Республики (ВСЧР) во главе с Умаром Автурхановым, провозгласившим себя единственной законной властью на территории Чечни. ВСЧР признавался в качестве таковой российскими властями, оказывавшими ему всяческую поддержку (в том числе оружием и добровольцами).

По утверждению руководителя администрации президента в 1993—1996 гг. Сергея Филатова, причина поддержки российскими властями Умара Автурханова и др. деятелей оппозиции была в их опасении прихода к власти в Чечне Руслана Хасбулатова:
Весной 94-го года Евгений Савостьянов, заместитель директора ФСК, сказал мне, что в Чечне есть объединённая оппозиция, руководит которой Умар Автурханов, глава Надтеречного района Чечни. Если Россия окажет поддержку, оппозиционеры готовы идти на выборы в 95-м году, а в случае победы — признать Конституцию РФ.

Я доложил президенту. Борис Николаевич в принципе дал «добро» на то, чтобы поддержать чеченскую оппозицию. Речь шла сначала только о финансовой поддержке. Не скрою, в то время мы побаивались влияния в Чечне Хасбулатова и делали все, чтобы было другое влияние. У нас были сведения, что влияние Дудаева в Чечне сильно сузилось, буквально до Грозного и его окрестностей. Когда мы принимали решение о поддержке оппозиции, мы запросили Иорданию, Сирию, где живут большие чеченские диаспоры. Нам ответили, что оппозицию поддержат, потому что криминальный и скандальный режим Дудаева и там надоел, но при одном условии: чтобы российских войск на территории Чечни не было. Я об этом написал Ельцину в своей записке.

### Борьба с вооруженной оппозицией (1994)
С лета 1994 года в Чечне развернулись боевые действия между верными Дудаеву войсками и оппозиционными силами Временного совета Чеченской Республики, неофициально поддерживаемыми Россией. Отряды Дудаева проводили наступательные операции в контролировавшихся оппозиционными войсками Надтеречном и Урус-Мартановском районах. Они сопровождались значительными потерями с обеих сторон. Применялись танки, артиллерия и миномёты.
Силы сторон были приблизительно равны, и ни одна из них не смогла одержать верх в борьбе.
Россия оказывала финансовую поддержку сторонникам оппозиции, поставляла боевую технику, а Федеральная служба контрразведки Российской Федерации вербовала военнослужащих российской армии в качестве членов экипажей. За лето-осень 1994 года Умар Автурханов получил от России не менее 150 миллиардов рублей; каким образом были потрачены эти деньги, остаётся неизвестным. В августе 1994 года «чеченские спецслужбы» задержали полковника ФСК, участвовавшего в этой операции.
26 ноября 1994 года оппозиция совершила попытку штурма Грозного, закончившуюся провалом. Ряд завербованных российских танкистов попал в плен. Россия отрицала свою причастность к штурму, в частности, министр обороны П. Грачёв заявил, что российские вооружённые силы не участвуют в конфликте, а с обеих сторон воюют наёмники.

## Ход войны

### Ввод войск (декабрь 1994)

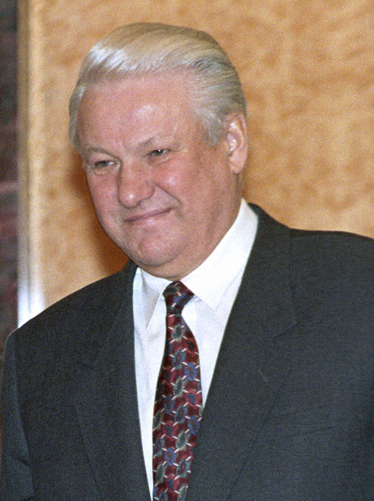
Президент России Борис Ельцин. 1994

В тот период использование выражения «ввод российских войск в Чечню», по мнению репортёра Александра Невзорова, было, в большей степени, вызвано публицистической терминологической путаницей, — Чечня находилась в составе России. На заседании Совета безопасности 29 ноября министр по делам национальностей Николай Егоров заявил, что 70 % чеченцев якобы поддержат ввод войск и будут посыпать российским солдатам дорогу мукой, а остальные 30 % отнесутся нейтрально.
30 ноября 1994 года Президент России Борис Ельцин подписал Указ № 2137 «О мероприятиях по восстановлению конституционной законности и правопорядка на территории Чеченской Республики». Указ предусматривал фактическое принятие мер чрезвычайного положения в Чечне без его официального объявления, а также предоставление особых полномочий так называемой «Группе руководства действиями по разоружению и ликвидации вооружённых формирований, введению и поддержанию режима чрезвычайного положения на территории Чеченской Республики». Часть этих полномочий входила в противоречие с Конституцией и законами России.
Уже 1 декабря российская авиация нанесла удар по аэродромам Калиновская и Ханкала и вывела из строя все самолёты, находившиеся в распоряжении сепаратистов. 8 декабря 1994 года Совет Федерации Федерального собрания Российской Федерации принял постановление № 291-I СФ «О положении в Чеченской Республике», в котором осудил действия по силовому разрешению конфликта и предложил Президенту РФ «принять конституционные меры по нормализации обстановки в Чеченской Республике и вокруг неё», в том числе «повторно обратиться к лидерам противоборствующих сторон… с предложением незамедлительно прекратить вооружённое противостояние и начать переговоры по восстановлению конституционного порядка в республике». Однако уже на следующий день, 9 декабря президент Борис Ельцин подписал Указ № 2166 «О мерах по пресечению деятельности незаконных вооружённых формирований на территории Чеченской Республики и в зоне осетино-ингушского конфликта». Вслед за ним в этот же день Правительство Российской Федерации приняло постановление № 1360 «Об обеспечении государственной безопасности и территориальной целостности РФ, законности, прав и свобод граждан, разоружения незаконных вооружённых формирований на территории Чеченской Республики и прилегающих к ней регионов Северного Кавказа», поручавшее МВД России совместно с Минобороны России разоружить незаконные вооружённые формирования на территории Чеченской Республики, а в случае невозможности изъятия — уничтожить авиационную и бронетанковую технику, артиллерию и тяжёлое вооружение. Этим Постановлением на ряд министерств возлагались обязанности по введению и поддержанию на территории ЧР так называемого «особого режима», сходного с чрезвычайным, но без официального объявления там чрезвычайного или военного положения. Позднее Конституционный суд РФ признал большую часть указов и постановлений правительства, которыми обосновывались действия федерального правительства в Чечне, соответствующими Конституции.
Бывший депутат Госдумы ФС РФ от фракции «Выбор России» Анатолий Шабад считает причиной начала войны отказ Ельцина вести переговоры с Дудаевым:

Дудаев неоднократно декларировал, что он готов на различные варианты, лишь бы только встретиться с Ельциным и пойти на переговоры. Но Ельцин с этим человеком не хотел вступать в переговоры из принципа, потому что Дудаев позволил себе над ним издеваться: после событий октября 1993 года, когда в Москве штурмовали здание парламента, Дудаев послал Ельцину поздравление с посылом: вы такой молодец, что оппозицию прижали. Это выглядело как поздравление, но на самом деле в этом было оскорбление, потому что сам Дудаев в свое время захватил власть путем такого военного наскока и тем самым давал Ельцину понять, что «мы с вами один не лучше другого». Вот это и было настоящей причиной чеченской войны, потому что после этого Ельцин не желал о Дудаеве слышать.— 
Однако, бывший глава администрации Ельцина Сергей Филатов утверждает, что Кремль наоборот хотел переговоров с мятежным Грозным:

Ельцин весь 1994 год пытался встретиться с Дудаевым, но за тем стояли люди, которые никак не могли этого допустить.— 

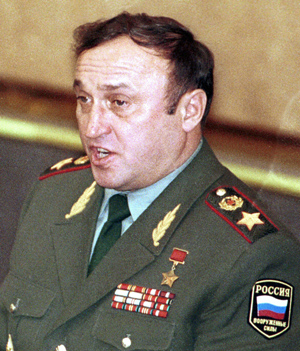
Павел Грачёв — министр обороны Российской Федерации. 1994

Решение президента вызвало раскол в фактической коалиции между правительством и крупнейшей на тот момент парламентской силой — партией «Демократический выбор России» во главе с Егором Гайдаром. Большинство членов ДВР поддержало решение Гайдара об уходе в оппозицию и протестам против начала военных действий. Несколько акций против начала войны прошли в декабре. Населению руководство РФ объявило, что причиной ввода войск в Ичкерию есть невыдача виновных в воровстве в московских банках с помощью авизо.
Российской стороной была создана Объединённая группировка федеральных войск (ОГФВ), в которую вошли соединения и части Министерства обороны, внутренних войск МВД, пограничных войск и силы Федеральной службы контрразведки. Непосредственное руководство действиями ОГФВ возлагалось на Объединённое командование, сформированное на базе управления Северо-Кавказского военного округа, в которое вошли оперативные группы ВВС, ВДВ, Главного разведывательного управления Генштаба, ВМФ, ряда других министерств и ведомств. Первым командующим ОГФВ стал командующий войсками СКВО генерал-полковник А. Н. Митюхин. Общее руководство подготовкой и проведением операции поручено министру обороны РФ генералу армии П. С. Грачёву. Её замысел разрабатывался в Генеральном штабе с привлечением представителей взаимодействовавших министерств и ведомств.
Для продвижения в Чечню с трёх направлений были созданы три группировки войск:
- моздокская под командованием первого заместителя командующего войсками СКВО генерал-лейтенанта В. М. Чилиндина (15 батальонов, 2 роты специального назначения ВВ, 6564 человек, 41 танк, 132 БМП, 99 БТР, 54 орудия и миномёта);
- владикавказская под командованием заместителя командующего ВДВ генерал-лейтенанта А. А. Чиндарова (11 батальонов, 3915 человек, 34 танка, 98 БМП, 67 БТР, 62 орудия, 14 вертолётов);
- кизлярская под командованием командира 8-го армейского корпуса генерал-лейтенанта Л. Я. Рохлина (8 батальонов, 4053 человека, 7 танков, 162 БТР, 28 орудий и миномётов, 16 вертолётов).

Также для создания внешнего кольца блокирования по административной границе ЧР привлечена группировка ВВ МВД — 2 отдельные бригады и 6 полков оперативного назначения.
К вечеру 10 декабря сосредоточение войск было окончено и утром 11 декабря 1994 года, все три группировки ОГФВ (в целом 23 800 человек — 19,1 тыс. чел. от Вооружённых сил и 4,7 тыс. чел от ВВ МВД, 80 танков, 208 БМП и БТР, 182 орудия и миномёта, 140 боевых самолётов, 55 вертолётов) вступили на территорию Чечни с трёх направлений — с запада из Северной Осетии через Ингушетию, с северо-запада из Моздокского района Северной Осетии, непосредственно граничащего с Чечнёй, и с востока с территории Дагестана. Командование операцией в Чечне было предложено первому заместителю главкома Сухопутных войск Эдуарду Воробьёву, но он отказался возглавить операцию «ввиду её полной неподготовленности» и подал рапорт об увольнении из Вооружённых сил РФ.

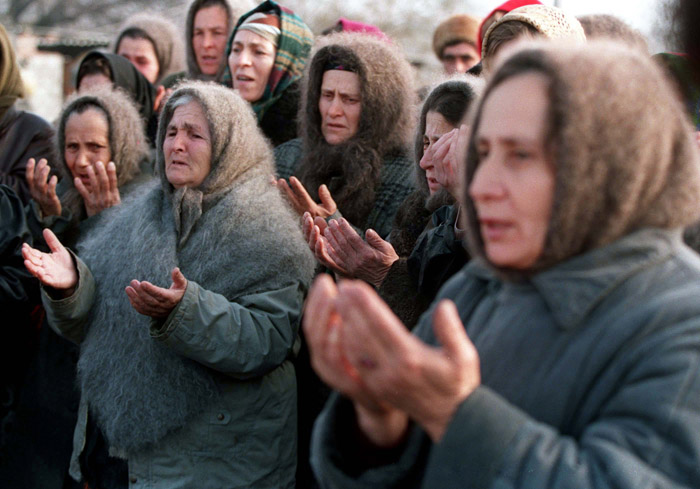
Чеченские женщины молятся в Грозном, декабрь 1994 года.

Командующий внутренними войсками МВД Анатолий Куликов: «Большой ошибкой был и отказ Ельцина ввести режим чрезвычайного положения. Это не позволило нам установить контроль за границами республики. Если бы был установлен режим ЧП, мы оставили бы два-три КПП — любое пересечение границы в других местах считалось бы несанкционированным и жёстко пресекалось. В том числе, если понадобится, с использованием военной техники и авиации. Был бы режим ЧП, не было бы будённовского рейда Басаева и кизлярского — Радуева».
Восточная (кизлярская) группировка была блокирована в Хасавюртовском районе Дагестана местными жителями — чеченцами-ауховцами. Западная (владикавказская) группа также была блокирована местными жителями и попала под обстрел близ села Барсуки, однако применив силу, всё же прорвалась в Чечню; в ходе этих столкновений погиб министр здравоохранения Ингушетии Тамерлан Горчханов. Наиболее успешно продвигалась Моздокская группировка, уже 12 декабря подошедшая к посёлку Долинский, расположенному в 10 км от Грозного.
При выдвижении к Грозному войска столкнулись с противодействием агрессивно настроенного местного населения (блокирование дорог, порча и поджоги автотранспорта и техники, захват одиночных автомашин и мелких групп военнослужащих). К этому российское командование оказалось совершенно не готовым, в итоге на продвижение к Грозному вместо 3 суток по плану пришлось затратить 16. Такая большая задержка позволила войскам Дудаева подготовить Грозный к обороне. Это же вскрыло и несостоятельность военно-политической оценки ситуации в Чечне — хотя заявления Дудаева все предыдущие годы отличались воинственностью и агрессивностью, в Кремле почему-то оказались не готовы к активному вооружённому сопротивлению чеченских формирований.

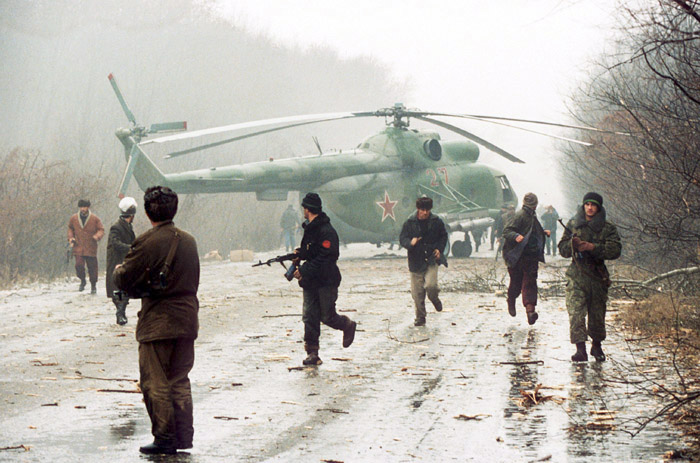
Вертолёт, сбитый чеченскими боевиками. Декабрь 1994

Близ Долинского российские ВС подверглись обстрелу чеченской РСЗО «Град» и затем вступили в бои за этот населённый пункт.
Кизлярская группировка (8-й гв. армейский корпус) под командованием Льва Рохлина достигла селения Толстой-Юрт 15 декабря, двигаясь обходными путями через дагестанские степи.
Новое наступление подразделений ОГВ началось 19 декабря. Владикавказская (западная) группировка блокировала Грозный с западного направления, обойдя Сунженский хребет. 20 декабря моздокская (северо-западная) группировка заняла Долинский и блокировала Грозный с северо-запада. Кизлярская (северо-восточная) группировка блокировала Грозный с северо-востока, а десантники 104-го гв. воздушно-десантного полка блокировали город со стороны Аргунского ущелья. При этом южная часть Грозного была не заблокирована, предполагалось, что там будет покидать город мирное население, по факту же там практически беспрепятственно снабжались оборонявшие город чеченские формирования.
Таким образом, на начальном этапе боевых действий, в первые недели войны, ВС РФ смогли практически без сопротивления занять северные районы Чечни.

20 декабря командующим Объединённой группировкой федеральных войск в Чечне вместо отстранённого ввиду полной несостоятельности генерала А. Н. Митюхина стал первый заместитель начальника Главного оперативного управления Генерального штаба Вооружённых сил Российской Федерации Анатолий Квашнин. Павел Грачёв позднее вспоминал:

…Случилось так, что некоторые генералы — мои помощники, заместители — по различным причинам отказались или не смогли возглавить группировку, вести боевые действия. Не хочу называть их фамилии… Поэтому я благодарен тому же генералу армии Квашнину, который тогда подошёл ко мне и сказал: «Товарищ министр, если вы позволите, я готов взять на себя командование…»

#### Телеобращение Бориса Ельцина к народу
27 декабря 1994 года Президент России Борис Ельцин выступил по телевидению с официальным обращением к народу по ситуации в Чечне. В нём он заявил, что российские солдаты в Чечне защищают единство России и ни одна территория не имеет права на выход из состава страны. Также Ельцин объявил режим Дудаева незаконным, назвав его гнездом преступников и сепаратистов, представляющих серьёзную опасность для российского единства и жизни россиян.
Обращение вызывало возмущение журналистского сообщества, так как в нём президент обвинил журналистов в продажности. «Мне известно, что чеченские лидеры многое делают для того, чтобы расколоть центральные власти по вопросу кризиса в республике, — говорит Ельцин. — Мне известно, что не без участия чеченских денег функционирует ряд средств массовой информации России. Я должен откровенно об этом сказать».

### Штурм Грозного (декабрь 1994 — март 1995)

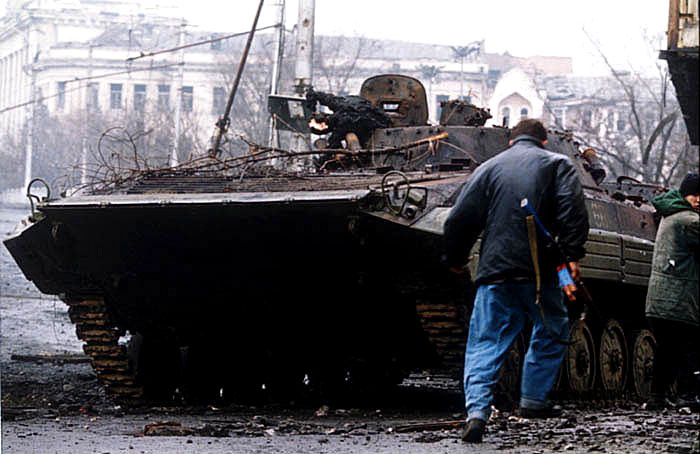
Уничтоженная российская БМП в Грозном, январь 1995 года

В середине декабря федеральные войска начали артиллерийские обстрелы пригородов Грозного, а 19 декабря был нанесён первый бомбовый удар по центру города.

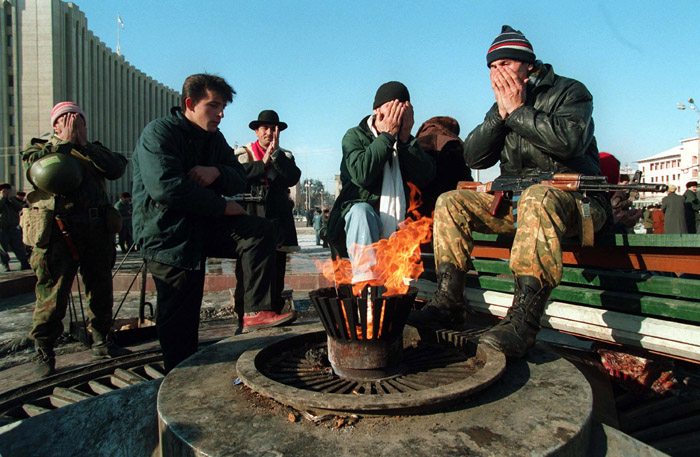
Чеченские сепаратисты молятся у Вечного огня напротив здания «Президентского дворца». Грозный, декабрь 1994. Фото М. Евстафьева.

Несмотря на то, что Грозный по-прежнему оставался незаблокированным с южной стороны (там был оставлен так называемый «коридор» для выхода мирного населения), 31 декабря 1994 года начался штурм города специально созданными новыми группировками «Север», «Северо-Восток», «Запад», «Восток». В результате просчетов армейской разведки, ранее докладывавшей российскому командованию об отсутствии у чеченских сепаратистов средств противотанковой обороны (ПТО), в город вступили около 250 единиц бронетехники, крайне уязвимой в уличных боях. Российские военные были плохо подготовлены, между различными подразделениями не было налажено взаимодействие и координация, у многих солдат не было боевого опыта. Войска имели аэрофотоснимки города, устаревшие планы города 1970-х гг. в ограниченном количестве. Средства связи не были оборудованы аппаратурой закрытой связи, что позволяло противнику перехватывать переговоры. Войскам довели приказ о занятии только промышленных зданий, площадей и недопустимости вторжения в дома гражданского населения. Вновь проявилась явная недооценка противника — обороняемый 15-тысячной чеченской группировкой город штурмовала 6-тысячная российская группа войск с неудовлетворительным взаимодействием между её частями. Несмотря на все предшествующие события, неожиданностью оказалось как упорнейшее сопротивление чеченских формирований в Грозном, которое позднее участники боёв часто вспоминали как «фанатичное», так и наличие у них большого количества разнообразных средств ПТО.

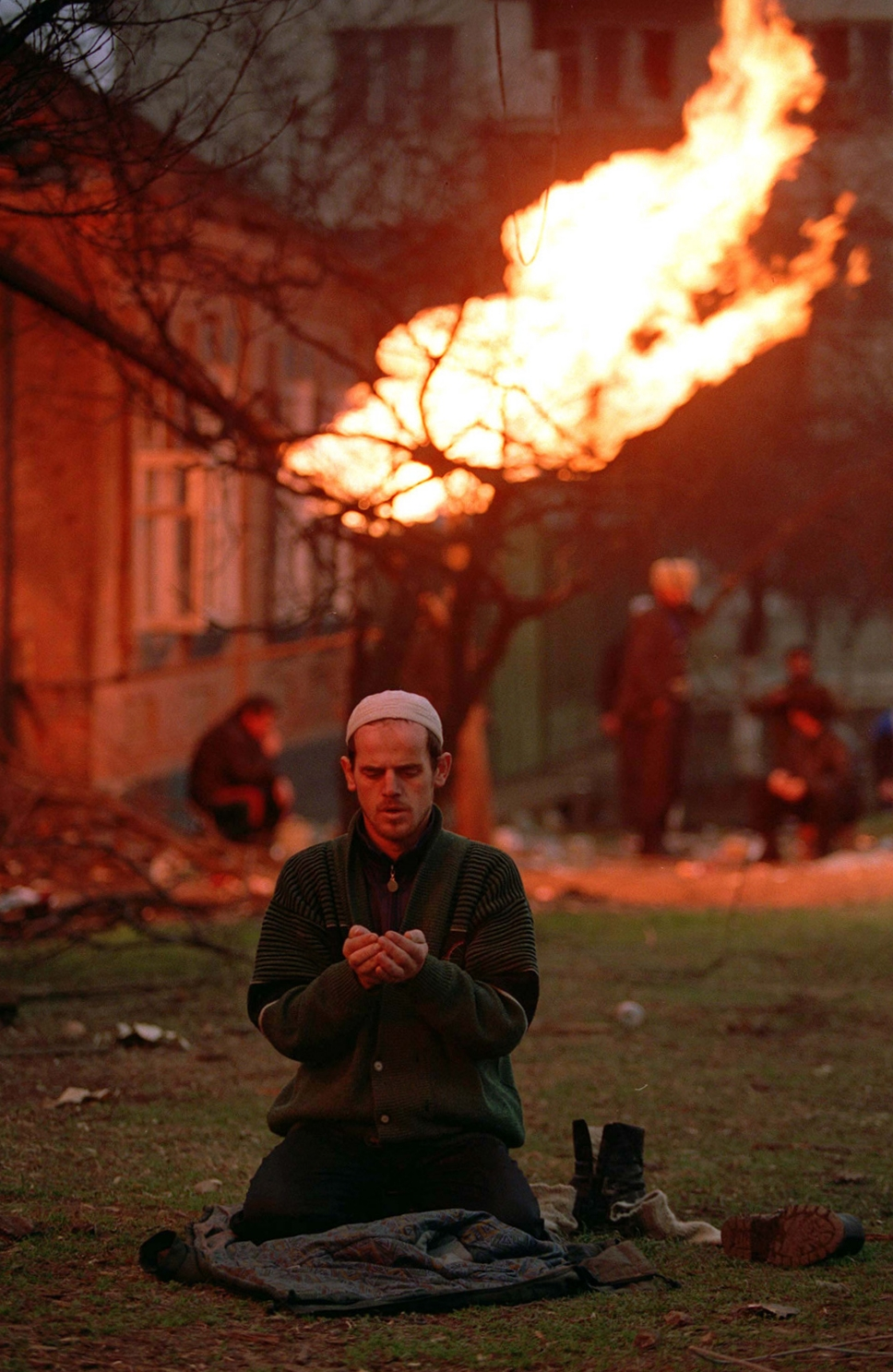
Чеченец молится около Минутки в Грозном, январь 1995 г. На заднем плане горит перебитая осколками газовая труба.

Западная группировка войск была остановлена на окраинах, восточная (129-й мсп), получив отпор, также отступила и не предпринимала никаких действий до 2 января 1995 года. На северном направлении 1-й и 2-й батальоны 131-й отдельной мотострелковой бригады (более 300 человек), мотострелковый батальон и танковая рота 81-го мотострелкового полка (10 танков), находившиеся под командованием генерала Пуликовского, дошли до железнодорожного вокзала и Президентского дворца. Федеральные силы попали в окружение — потери 131-й бригады, по официальным данным, составили 85 человек убитыми и 72 пропавшими без вести, уничтожено 20 танков, командир бригады полковник И. А. Савин погиб, более 100 военнослужащих попало в плен. Усиленный батальон 81-го гв. мотострелкового полка тоже понёс большие потери — к исходу 1 января в нём оставалось 30 % списочного состава.
Северо-восточная группировка под командованием генерала Рохлина увязла в боях с подразделениями сепаратистов, но тем не менее, Рохлин не дал приказ отступать.
7 января 1995 года в результате миномётного обстрела чеченских сепаратистов при переводе командного пункта погиб руководитель Группы управления оперативного штаба МВД РФ в зоне конфликта генерал-майор милиции Воробьёв. В тот же день группировки «Северо-восток» и «Север» объединены под командованием генерала Рохлина, а командующим группировкой «Запад» становится Иван Бабичев.
Российские военные сменили тактику — теперь вместо массового применения бронетехники применяли маневренные десантно-штурмовые группы, поддерживаемые артиллерией и авиацией. В Грозном завязались ожесточённые уличные бои.
Две группировки двинулись к Президентскому дворцу и к 9 января заняли здание нефтяного института и грозненский аэропорт. К 19 января эти группировки встретились в центре Грозного и захватили Президентский дворец, но отряды чеченских сепаратистов отошли за реку Сунжа и заняли оборону на площади Минутка. Несмотря на успешное наступление, российские военные контролировали на тот момент только около трети города.

К началу февраля численность ОГВ была повышена до 70 000 человек. Новым командующим ОГВ стал генерал Анатолий Куликов.

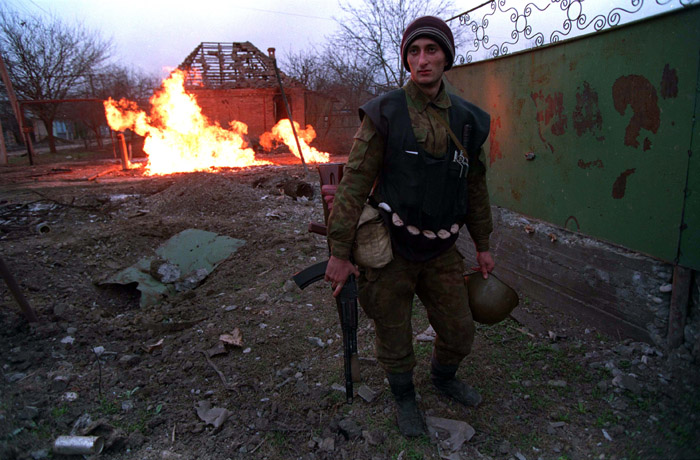
Чеченский сепаратист в Грозном, январь 1995 г.

Только 3 февраля 1995 года была образована группировка «Юг» и началось осуществление плана по блокаде Грозного с южной стороны. К 9 февраля российские подразделения вышли на рубеж федеральной трассы «Ростов — Баку».
13 февраля в станице Слепцовской (Ингушетия) прошли переговоры между командующим ОГВ Анатолием Куликовым и начальником Генерального штаба Вооружённых сил ЧРИ Асланом Масхадовым о заключении временного перемирия — стороны обменялись списками военнопленных, также обеим сторонам предоставлялась возможность вывезти погибших и раненых с улиц города. Перемирие, однако, нарушалось обеими сторонами.
В 20-х числах февраля в городе (особенно, в его южной части) продолжались уличные бои, но чеченские отряды, лишённые поддержки, постепенно отступали из города.
Наконец, 6 марта 1995 года отряд сепаратистов чеченского полевого командира Шамиля Басаева отступил из Черноречья — последнего района Грозного, контролировавшегося сепаратистами, и город окончательно перешёл под контроль российских ВС.
В Грозном была сформирована пророссийская администрация Чечни во главе с Саламбеком Хаджиевым и Умаром Автурхановым.
В результате штурма Грозного значительная часть города была превращена в руины.

### Установление контроля над равнинными районами Чечни (март — апрель 1995)
После штурма Грозного главной задачей российских ВС стало установление контроля над равнинными районами мятежной республики.
Российская сторона начала вести активные переговоры с населением, убеждая местных жителей изгонять сепаратистов из своих населённых пунктов. Вместе с тем, российские подразделения занимали господствующие высоты над селениями и городами. Благодаря этому, 15—23 марта был взят Аргун, 30 и 31 марта были взяты без боя города Шали и Гудермес соответственно. Однако, отряды сепаратистов не были уничтожены и беспрепятственно покидали населённые пункты.
Несмотря на это, в западных районах Чечни шли локальные бои. 10 марта начались бои за село Бамут. 7—8 апреля сводный отряд МВД, состоящий из 21-й бригады оперативного назначения (21 оброн) Внутренних войск МВД и поддерживаемый отрядами СОБРа и ОМОНа вошёл в село Самашки (Ачхой-Мартановский район Чечни). Утверждалось, что село обороняли более 300 человек (так называемый «Абхазский батальон» Шамиля Басаева). После того, как российские военнослужащие вошли в посёлок, некоторые жители, имевшие оружие, начали оказывать сопротивление, на улицах села завязались перестрелки.

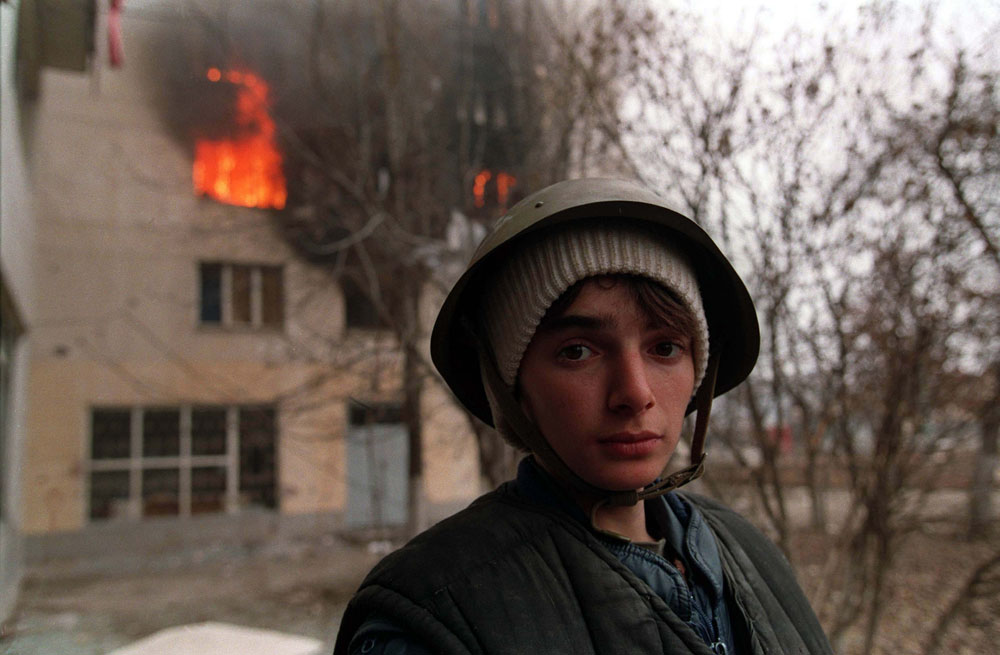
Юный чеченец стоит возле горящего дома в Грозном.

По утверждению ряда международных организаций (в частности, Комиссии ООН по правам человека — UNCHR) в ходе боя за Самашки погибло множество мирных жителей. Однако эта информация, распространённая сепаратистским агентством «Чечен-пресс», по заявлению представителей правозащитного центра «Мемориал» «не вызывает доверия». Так или иначе, операция вызвала большой резонанс в российском обществе и усилила антироссийские настроения в Чечне.
15—16 апреля начался решающий штурм Бамута — российским войскам удалось войти в село и закрепиться на окраинах. Затем, однако, российские военные были вынуждены покинуть село, так как теперь уже сепаратисты заняли господствующие высоты над селом, используя старые ракетные шахты РВСН, рассчитанные на ведение ядерной войны и неуязвимые для российской авиации. Серия боёв за это село продолжалась до июня 1995 года, затем бои были приостановлены после террористического акта в Будённовске и возобновились в феврале 1996 года.
К апрелю 1995 года российскими войсками была занята почти вся равнинная территория Чечни, и сепаратисты сделали упор на диверсионно-партизанские операции.

### Установление контроля над горными районами Чечни (май — июнь 1995)
Первые попытки российской стороны по ведению боевых действий в горных районах Чечни относятся к 31 декабря 1994 года, когда вертолётами в окрестностях села Комсомольское Грозненского района был высажен сводный отряд специального назначения от 22-й отдельной бригады специального назначения (22-я обрспн), а в Шатойском районе под селом Сержень-Юрт был высажен сводный отряд от 67-й отдельной бригады специального назначения. Согласно замыслу командования группировки, после стремительного захвата Грозного федеральными войсками, противник должен был выдавливаться из города и отступать в горную местность. Высаженным в тылу противника группам специального назначения отводилась роль наведения огня артиллерии и авиации на отступающих сепаратистов. Кроме этого группы должны были провести ряд диверсий, таких как проведение засад на дорогах, обрушение опор ЛЭП и минирование дорог, в связи с чем личный состав групп взял с собой большое количество взрывчатки. 7 января 1995 года все военнослужащие 22-й обрспн высаженные в горах, практически без боя были взяты в плен.
С 28 апреля по 11 мая 1995 года российская сторона объявила о приостановке боевых действий со своей стороны.
Наступление возобновилось только 12 мая. Удары российских военных пришлись на сёла Чири-Юрт, прикрывавшем вход в Аргунское ущелье и Сержень-Юрт, находившееся у входа в Веденское ущелье. Несмотря на значительное превосходство в живой силе и технике, российские военные увязли в обороне противника — на то, чтобы взять Чири-Юрт, генералу Шаманову потребовалась неделя обстрелов и бомбардировок.
В этих условиях российское командование решило сменить направление удара — вместо Шатоя на Ведено. Подразделения сепаратистов были скованы в Аргунском ущелье и 3 июня Ведено было взято российскими войсками, а 12 июня были взяты райцентры Шатой и Ножай-Юрт.
Так же, как и в равнинных районах, силам сепаратистов не было нанесено поражение и они смогли уйти из покинутых населённых пунктов. Поэтому, ещё во время «перемирия», сепаратисты смогли перебросить значительную часть своих сил в северные районы — 14 мая город Грозный обстреливался ими более 14 раз.

### Террористический акт в Будённовске (14—19 июня 1995)

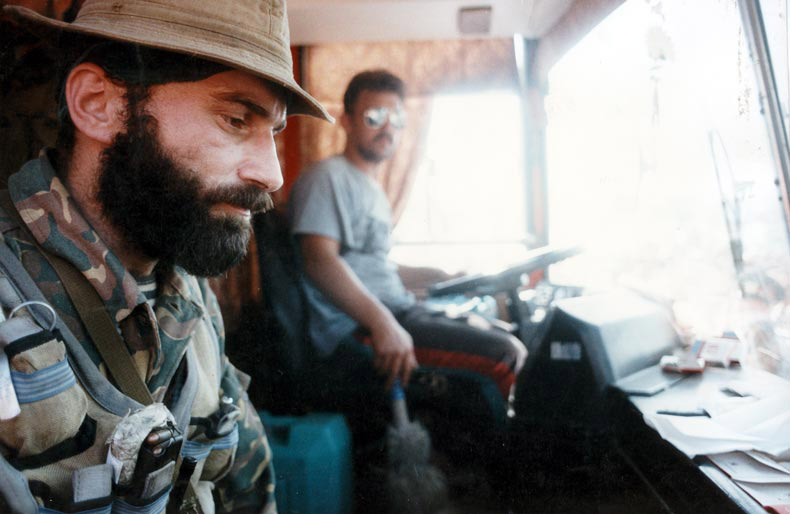
Шамиль Басаев в автобусе с заложниками

14 июня 1995 года группа чеченских террористов, численностью 195 человек, во главе с полевым командиром Шамилем Басаевым на грузовиках въехала на территорию Ставропольского края и остановилась в городе Будённовске.
Первым объектом атаки стало здание ГОВД, затем террористы заняли городскую больницу и согнали в неё захваченных мирных жителей. Всего в руках террористов находилось около 2000 заложников. Басаев выдвинул требования к российским властям — прекращение боевых действий и вывод российских войск из Чечни, ведение переговоров с Дудаевым при посредничестве представителей ООН в обмен на освобождение заложников.
В этих условиях власти решили пойти на штурм здания больницы. Из-за утечки информации террористы успели подготовиться к отражению штурма, продолжавшегося четыре часа; в итоге спецназ отбил все корпуса кроме главного, освободив 95 заложников. Потери спецназа составили три человека убитыми. В этот же день была предпринята неудачная вторая попытка штурма.
После провала силовых действий по освобождению заложников начались переговоры между возглавлявшим тогда правительство РФ Виктором Черномырдиным и полевым командиром Шамилем Басаевым. Террористам были предоставлены автобусы, на которых они вместе со 120 заложниками прибыли в чеченское село Зандак, где заложники были отпущены.
Общие потери российской стороны, по официальным данным, составили 143 человека (из которых 46 являлись сотрудниками силовых структур) и 415 раненых, потери террористов — 19 убитыми и 20 ранеными.

### Положение в республике в июне-декабре 1995

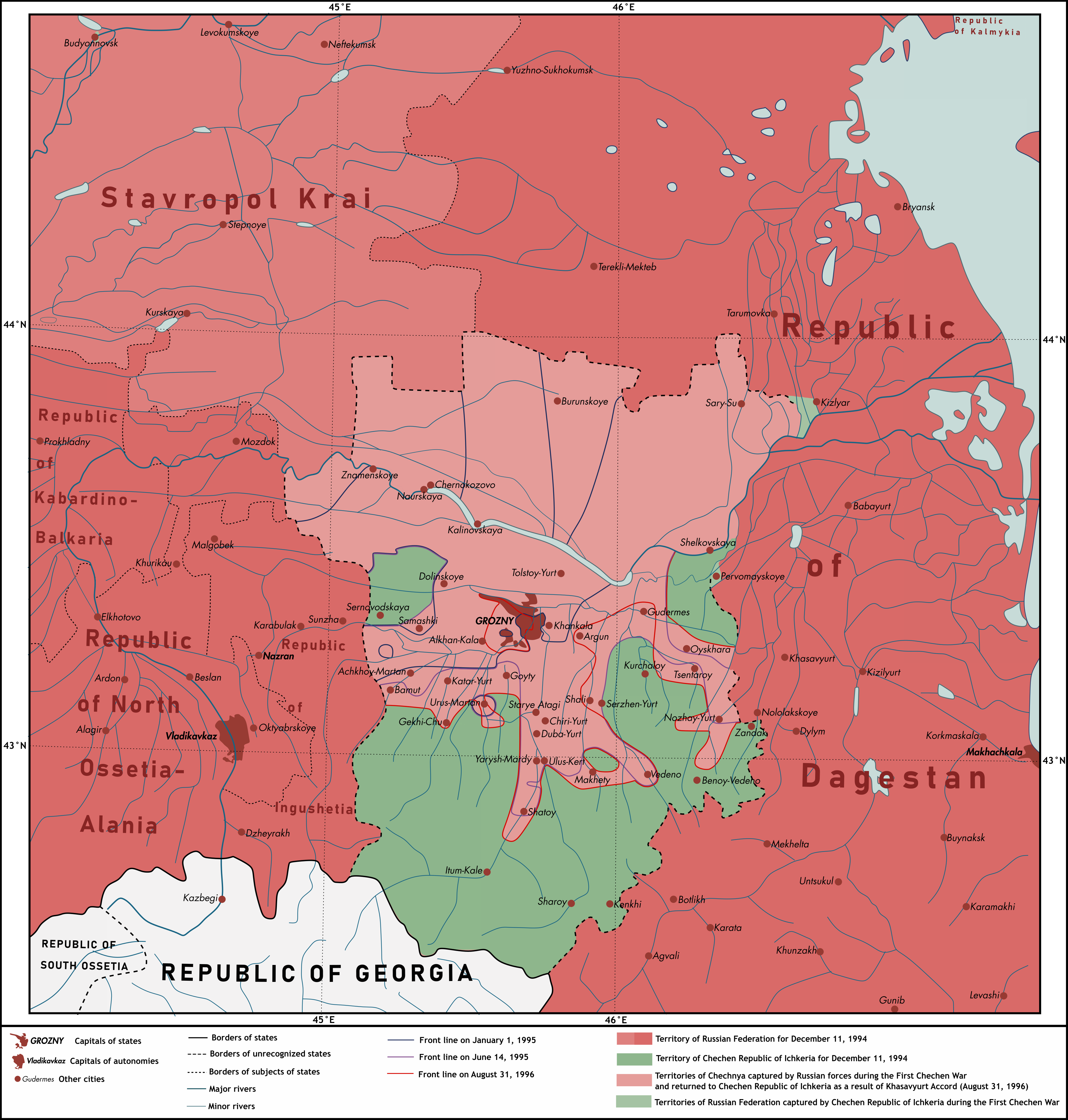
Карта контроля территории Чечни в разные периоды войны

После теракта в Будённовске, с 19 по 22 июня, в Грозном прошёл первый раунд переговоров между российской и чеченской сторонами, на которых удалось достигнуть введения моратория на боевые действия на неопределённый срок.
С 27 по 30 июня там же прошёл второй этап переговоров, на котором была достигнута договорённость об обмене пленными «всех на всех», разоружении отрядов ЧРИ, выводе российских войск и проведении свободных выборов.
Несмотря на все заключённые договорённости, режим перемирия нарушался обеими сторонами. Чеченские отряды возвращались в свои сёла, но уже не как участники незаконных вооружённых формирований, а как «отряды самообороны». По всей территории Чечни шли локальные бои. Некоторое время возникающую напряжённость удавалось урегулировать с помощью переговоров. Так, 18—19 августа российские военные блокировали Ачхой-Мартан; ситуация разрешилась на переговорах в Грозном.
21 августа отряд сепаратистов полевого командира Алауди Хамзатова захватил Аргун, но после сильного обстрела, предпринятого российскими войсками, покинул город, в который затем была введена российская бронетехника.
В сентябре Ачхой-Мартан и Серноводское были блокированы российскими войсками, поскольку в этих населённых пунктах находились отряды сепаратистов. Чеченская сторона отказывалась покидать занятые позиции, так как, по их словам, это были «отряды самообороны», имевшие право находиться в соответствии с достигнутыми ранее соглашениями.
6 октября 1995 года на командующего Объединённой группировкой войск (ОГВ) генерала Романова было совершено покушение, в результате которого он оказался в коме. В свою очередь, были нанесены «удары возмездия» по чеченским сёлам. 8 октября предпринята неудачная попытка ликвидации Дудаева — по селению Рошни-Чу нанесён авиационный удар. В селе было разрушено более 40 домов, погибли 6 и получили ранения 15 местных жителей. Российское командование (в частности, командующий группировкой министерства обороны РФ генерал Александр Наумов) отрицало причастность федеральных сил к бомбардировке.
Российское руководство решило перед выборами сменить руководителей пророссийской администрации республики Саламбека Хаджиева и Умара Автурханова на последнего председателя Верховного Совета Чечено-Ингушской АССР Доку Завгаева.
10—12 декабря город Гудермес, занятый российскими войсками без сопротивления, был захвачен отрядами Салмана Радуева, Хункар-Паши Исрапилова и Султана Гелисханова. 14—20 декабря шли бои за этот город, ещё около недели «зачисток» понадобилось российским войскам, чтобы окончательно взять Гудермес под свой контроль.
14—17 декабря в Чечне прошли выборы, проводившиеся с большим количеством нарушений, но тем не менее, признанные состоявшимися. Сторонники сепаратистов заранее заявили о бойкотировании и непризнании выборов. На выборах победил Доку Завгаев, получив свыше 90 % голосов избирателей; при этом в выборах участвовали все военнослужащие ОГВ.

### Террористический акт в Кизляре (9—18 января 1996)
9 января 1996 года отряд боевиков численностью 256 человек под командованием полевых командиров Салмана Радуева, Турпал-Али Атгериева и Хункар-Паши Исрапилова совершил рейд на город Кизляр. Первоначально целью боевиков являлась российская вертолётная база и оружейный склад. Террористы уничтожили два транспортных вертолёта Ми-8 и взяли несколько заложников из числа охранявших базу военнослужащих. К городу стали стягиваться российские военные и правоохранительные органы, поэтому террористы захватили больницу и родильный дом, согнав туда ещё около 3000 мирных жителей.
В этот раз российские власти не стали отдавать приказ на штурм больницы, чтобы не усиливать антироссийские настроения в Дагестане. В ходе переговоров удалось договориться о предоставлении боевикам автобусов до границы с Чечнёй взамен на освобождение заложников, которых предполагалось высадить у самой границы. 10 января колонна с боевиками и заложниками двинулась к границе. Когда стало ясно, что террористы уйдут в Чечню, автобусная колонна была остановлена предупредительными выстрелами. Воспользовавшись замешательством российского руководства, боевики захватили село Первомайское, разоружив находившийся там милицейский блокпост. С 11 по 14 января проходили переговоры, 15—18 января состоялся неудачный штурм села. Параллельно со штурмом Первомайского, 16 января в турецком порту Трабзон группа террористов захватила пассажирский теплоход «Аврасия» с угрозами расстреливать заложников-россиян, если штурм не будет прекращён.
18 января под покровом ночи боевики прорвали окружение и ушли в Чечню.
Потери российской стороны, по официальным данным, составили 78 человек погибшими и несколько сотен ранеными.

### Нападение на Грозный (6—8 марта 1996)

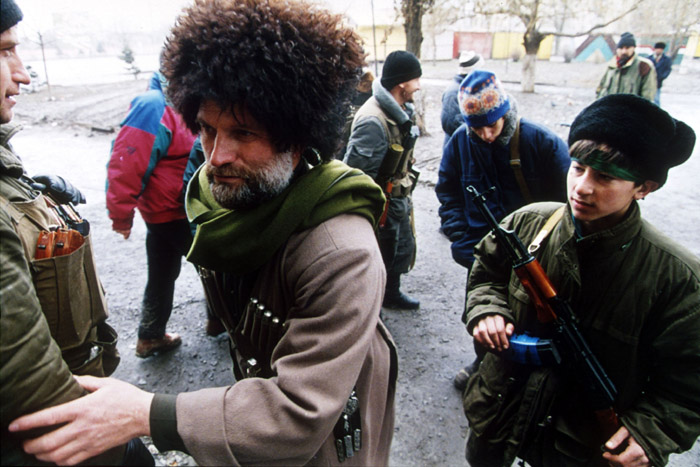
Группа чеченских боевиков

6 марта 1996 года несколько отрядов сепаратистов атаковали с различных направлений контролировавшийся российскими войсками Грозный. Сепаратисты захватили Старопромысловский район города, блокировали и обстреливали российские КПП и блокпосты. Несмотря на то, что Грозный остался под контролем российских вооружённых сил, сепаратисты при отходе захватили с собой запасы продовольствия, медикаментов и боеприпасов. Потери российской стороны по официальным данным составили 70 человек убитыми и 259 ранеными.

### Бой у села Ярышмарды (16 апреля 1996)
16 апреля 1996 года колонна 245-го гв. мотострелкового полка, двигавшаяся в Шатой, попала в засаду в Аргунском ущелье близ села Ярышмарды. Операцией руководил полевой командир Хаттаб. Сепаратисты подбили головную и замыкающую колонну машины, таким образом колонна оказалась заблокирована и понесла значительные потери — оказалась потеряна вся бронетехника и половина личного состава.

### Ликвидация Джохара Дудаева (21 апреля 1996)
С самого начала чеченской кампании российские спецслужбы неоднократно пытались ликвидировать президента ЧРИ Джохара Дудаева. Попытки подослать убийц заканчивались неудачно. Удалось выяснить, что Дудаев часто разговаривает по спутниковому телефону системы Inmarsat.
21 апреля 1996 года российский самолёт ДРЛО А-50, на котором было установлено оборудование для пеленга сигнала спутникового телефона, получил приказ на взлёт. Одновременно с этим в район села Гехи-Чу выехал кортеж Дудаева. Развернув свой телефон, Дудаев связался с Константином Боровым. В этот момент сигнал с телефона был перехвачен, и два фронтовых бомбардировщика Су-24 поднялись в воздух. Когда самолёты достигли цели, по кортежу было сброшено две управляемые сверхмощные бомбы, одна из которых попала в цель, вторая не взорвалась.
Закрытым указом Бориса Ельцина нескольким военным лётчикам были присвоены звания Героев Российской Федерации.

### Переговоры с сепаратистами (май-июль 1996)
Несмотря на некоторые успехи российских Вооружённых сил (успешная ликвидация Дудаева, окончательное взятие населённых пунктов Гойское, Старый Ачхой, Бамут, Шали), война стала принимать затяжной характер. В условиях намечающихся президентских выборов российское руководство решило в очередной раз пойти на переговоры с сепаратистами.
27—28 мая в Москве прошла встреча российской и ичкерийской (возглавляемой Зелимханом Яндарбиевым) делегаций, на которой удалось договориться о перемирии с 1 июня 1996 года и обмене пленными. Сразу же после окончания переговоров в Москве, Борис Ельцин вылетел в Грозный, где поздравил российских военных с победой над «мятежным дудаевским режимом» и объявил о сокращении срока службы участников вооружённого конфликта в Чеченской Республике с 2 до 1,5 лет.
10 июня в Назрани (Республика Ингушетия) в ходе очередного раунда переговоров было достигнуто соглашение о выводе российских военных с территории Чечни (за исключением двух бригад), разоружении отрядов сепаратистов, проведении свободных демократических выборов. Вопрос о статусе республики временно откладывался.
Заключённые в Москве и Назрани соглашения нарушались обеими сторонами, в частности, российская сторона не спешила выводить свои войска, а чеченский полевой командир Руслан Хайхороев взял на себя ответственность за взрыв рейсового автобуса в Нальчике.
3 июля 1996 года действующий президент Российской Федерации Борис Ельцин был переизбран на пост президента. Новый секретарь Совета Безопасности Александр Лебедь объявил о возобновлении боевых действий против сепаратистов. Первый зам. председателя правительства Анатолий Чубайс поддерживал продолжение войны.
9 июля, после российского ультиматума, боевые действия возобновились — авиация наносила удары по базам сепаратистов в горных Шатойском, Веденском и Ножай-Юртовском районах.

### Операция «Джихад» (6—22 августа 1996)
6 августа 1996 года отряды чеченских сепаратистов численностью от 850 до 2000 человек вновь атаковали Грозный. Сепаратисты не ставили своей целью захват города; ими были блокированы административные здания в центре города, а также обстреливались блокпосты и КПП. Российский гарнизон под командованием генерала Пуликовского, несмотря на значительное превосходство в живой силе и технике, не смог выбить сепаратистов из города, понеся значительные потери (погибло 494, ранено 1407, пропало без вести 182 военнослужащих и сотрудников милиции).
Одновременно со штурмом Грозного сепаратисты захватили также города Гудермес (взят ими без боя) и Аргун (российские военные удержали только здание комендатуры).
По мнению Олега Лукина, именно поражение российских военных в Грозном привело к подписанию Хасавюртовских соглашений о прекращении огня.

### Хасавюртовские соглашения (31 августа 1996)
31 августа 1996 года представителями России (председатель Совета Безопасности Александр Лебедь) и Ичкерии (Аслан Масхадов) в городе Хасавюрте (Дагестан) были подписаны соглашения о перемирии. Российские войска полностью выводились из Чечни, а решение о статусе республики было отложено до 31 декабря 2001 года.

## Миротворческие инициативы, деятельность гуманитарных и религиозных организаций

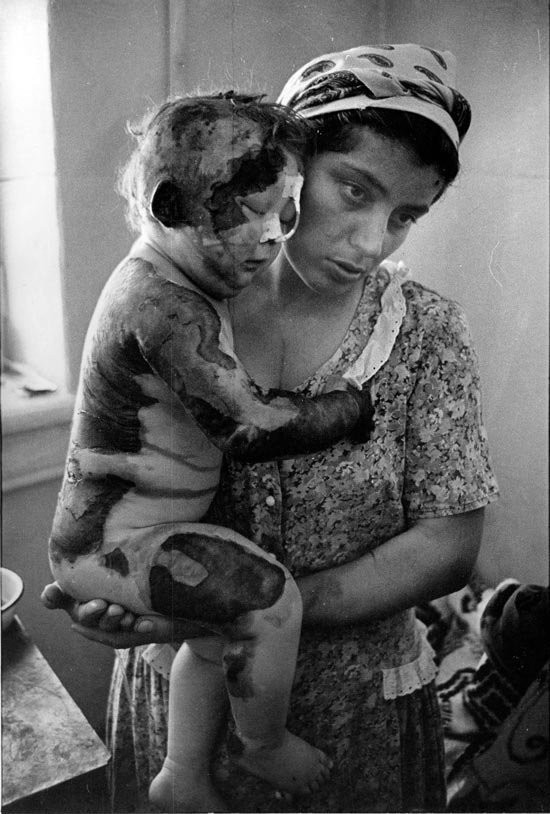
Чеченская женщина с раненным ребёнком. 1996

С 15 декабря 1994 года в зоне конфликта начала действовать «Миссия Уполномоченного по правам человека на Северном Кавказе», в состав которой вошли депутаты Государственной думы РФ и представитель «Мемориала» (впоследствии называлась «Миссия общественных организаций под руководством С. А. Ковалёва»). «Миссия Ковалёва» не имела официальных полномочий, а действовала при поддержке нескольких правозащитных общественных организаций, координировал работу Миссии правозащитный центр «Мемориал».
Начиная с декабря 1994 года с активной антивоенной позицией выступает партия «Демократический выбор России» и её лидер Егор Гайдар. В Москве проходит ряд антивоенных митингов с призывами свернуть военную операцию, подписываются и разнообразные военные воззвания. В том числе Е. Гайдар (который в дни перед началом войны, по его собственному утверждению, впервые не смог дозвониться Б. Ельцину) 17 декабря 1994 года пишет письмо президенту, где утверждает, что «штурм и бомбардировка Грозного приведут к огромным жертвам» и призывает верховного главнокомандующего «не допустить эскалации военных действий в Чечне». 20 декабря Егор Гайдар также инициировал сбор писем от всех выступающих против войны в Чечне в надежде, что большой объём заявлений от граждан может оказать влияние на решение президента. В газете был опубликован текст с «шаблоном» письма президенту.
31 декабря 1994 года, накануне штурма Грозного российскими войсками, Сергей Ковалёв в составе группы депутатов Государственной думы и журналистов вёл переговоры с чеченскими боевиками и парламентариями в президентском дворце в Грозном. Когда начался штурм и на площади перед дворцом начали гореть российские танки и БТРы, гражданские лица укрылись в подвале президентского дворца, вскоре там стали появляться раненные и пленные российские солдаты. Корреспондент Данила Гальперович вспоминал, что Ковалёв, будучи в ставке Джохара Дудаева среди боевиков, «почти всё время находился в комнате подвала, оборудованной армейскими радиостанциями», предлагая российским танкистам «выход из города без стрельбы, если те обозначат маршрут». Как утверждала находившаяся там же журналист Галина Ковальская, после того, как им показали горящие российские танки в центре города,

Сергей Ковалёв взял рацию у дудаевских охранников и по ней обратился к российским военнослужащим с призывом сдаваться в плен. За это Ковалёва потом объявят «предателем», его будет склонять министр обороны Павел Грачёв и помянет недобрым словом в своей книге генерал Трошев. Однако в тот момент все мы, включая Ковалёва, видели одно: наши парни зазря горят в танках. Плен — единственная для них возможность уцелеть.
— Галина Ковальская. Штурм и Глупость // «Еженедельный журнал», № 63, 1 апреля 2003
Сам Ковалёв отрицает правдивость свидетельства Ковальской: «Я технически не мог это сделать, потому что для того, чтобы по рации сказать этим танкам, надо иметь рацию, настроенную на волну этих танков».
По мнению возглавляемого Ковалёвым Института прав человека, этот эпизод, равно как и вся правозащитная и антивоенная позиция Ковалёва, стали поводом для негативной реакции со стороны военного руководства, представителей государственной власти, а также многочисленных сторонников «государственного» подхода к правам человека. В январе 1995 года Госдума приняла проект постановления, в котором его работа в Чечне признавалась неудовлетворительной: как писал «Коммерсантъ», «из-за его „односторонней позиции“, направленной на оправдание незаконных вооруженных формирований».
В марте 1995 года Государственная дума отстранила Ковалёва от должности Уполномоченного по правам человека в России, по мнению «Коммерсантъ», «за его высказывания против войны в Чечне».
В составе «миссии Ковалёва» в зону конфликта выезжали представители разных неправительственных организаций, депутаты, журналисты. Миссия занималась сбором информации о происходящем на чеченской войне и розыском пропавших без вести, а также пленных; содействовала освобождению российских военнослужащих, попавших в плен к чеченским сепаратистам. Так, например, газета «Коммерсантъ» сообщала, что во время осады российскими войсками посёлка Бамут, командовавший отрядами сепаратистов Хайхороев обещал казнить по пять пленных после каждого обстрела посёлка со стороны российских военных. Но, под влиянием депутата Юлия Рыбакова который пробрался в осажденный Бамут с письмом С.Ковалёва и вел там переговоры с полевыми командирами, Хайхороев отказался от этих намерений.
Международный комитет Красного Креста (МККК) с начала конфликта развернул обширную программу оказания помощи пострадавшим, обеспечив в первые же месяцы более 250 000 вынужденных переселенцев продуктовыми посылками, одеялами, мылом, тёплой одеждой и пластиковыми покрытиями. В феврале 1995 года из оставшихся в Грозном 120 000 жителей 70 000 полностью зависели от помощи МККК.
В Грозном водопровод и канализация были полностью разрушены, и МККК спешно приступил к организации снабжения города питьевой водой. Летом 1995 года ежедневно около 750 000 литров хлорированной воды в расчёте на удовлетворение потребностей более 100 000 жителей доставлялось в автоцистернах в 50 распределительных пунктов по всему Грозному. За следующий, 1996 год, было произведено более 230 миллионов литров питьевой воды для жителей Северного Кавказа.
В Грозном и других городах Чечни были открыты бесплатные столовые для самых уязвимых слоёв населения, в которых ежедневно горячей пищей обеспечивались 7000 человек. Более 70 000 школьников в Чечне получили от МККК книги и школьно-письменные принадлежности.
За 1995—1996 годы МККК осуществил ряд программ помощи пострадавшим в результате вооружённого конфликта. Его делегаты посетили около 700 человек, задержанных федеральными силами и чеченскими сепаратистами в 25 местах заключения в самой Чечне и соседних регионах, доставили адресатам более 50 000 писем на бланках послания Красного Креста, которые стали единственной возможностью для разлучённых семей наладить контакты друг с другом, так как все виды связи были прерваны. МККК предоставил медикаменты и медицинские материалы 75 госпиталям и медицинским учреждениям в Чечне, Северной Осетии, Ингушетии и Дагестане, участвовал в восстановлении и обеспечении медикаментами больниц в Грозном, Аргуне, Гудермесе, Шали, Урус-Мартане и Шатое, оказывал регулярную помощь домам инвалидов и детским приютам.
Осенью 1996 года в селении Новые Атаги МККК оборудовал и открыл госпиталь для жертв войны. За три месяца работы госпиталь принял более 320 человек, амбулаторную помощь получили 1700 человек, было произведено почти шестьсот хирургических операций. 17 декабря 1996 года на госпиталь в Новых Атагах было совершено вооружённое нападение, в результате которого погибло шесть его иностранных сотрудников. После этого МККК был вынужден отозвать иностранных сотрудников из Чечни.
В апреле 1995 г. американский специалист по гуманитарным операциям Фредерик Кьюни вместе с двумя российскими врачами-сотрудниками Российского общества Красного Креста и переводчиком занимался организацией гуманитарной помощи в Чечне. Кьюни пытался договориться о перемирии, когда он пропал без вести. Имеются основания полагать, что Кьюни и его российские соратники были захвачены чеченскими сепаратистами и расстреляны по приказу Резвана Элбиева, одного из руководителей контрразведки Джохара Дудаева, поскольку их приняли за российских агентов. Есть версия, что это стало результатом провокации российских спецслужб, которые таким образом расправились с Кьюни руками чеченцев.
Губернатор Нижегородской области Борис Немцов в январе 1996 года отправил президенту Борису Ельцину письмо с призывом прекратить войну. В результате массовой кампании это письмо за 10 дней получило 1 миллион подписей от жителей области.
Различные женские движения («Солдатские матери», «Белый платок», «Женщины Дона» и другие), вели работу с военнослужащими — участниками боевых операций, освобождёнными военнопленными, ранеными, другими категориями пострадавших в ходе военных действий.
Журналист и правозащитник Виктор Попков способствовал освобождению чеченцами пленных российских солдат, в марте 1995 принял участие в организации «марша мира», когда несколько десятков человек, в основном матерей погибших солдат, проехали и прошли под антивоенными лозунгами из Москвы в Чечню. В мае 1995 он был арестован чеченскими спецслужбами по подозрению в шпионаже в пользу федеральных сил, около месяца провёл в заключении. Летом того же года он был посредником и наблюдателем в начавшемся переговорном процессе.
Юрий Шевчук и его рок-группа ДДТ дали три больших концерта в Чечне: в Ханкале, в Грозном и аэропорту «Северный» для российских военнослужащих и чеченцев, пытаясь достигнуть примирения.
Помимо крайне драматических итогов деятельности РПЦ, в частности, был убит настоятель грозненского храма Анатолий Чистоусов, представители «Сектора по связям с нехристианскими религиями» неоднократно посещали Чечню с миротворческой миссией, некоторые из них были пленены.

## Иностранная военная помощь чеченским сепаратистам
Чеченские антиправительственные формирования начали получать военную помощь ещё до начала боевых действий в Чечне.
В 1991 году из Турции под видом «гуманитарной помощи» в Чечню была поставлена первая партия стрелкового оружия советских образцов (в основном, оружие производства ГДР, ранее полученное Турцией от ФРГ по программе помощи НАТО).
Хаттаб с 1995 года организовывал зарубежное финансирование закупки боеприпасов и обустройства лагерей по подготовке боевиков на территории Чечни. Также, по словам Юрия Шухевича, «добровольцы» из УНА-УНСО воевали на стороне чеченских сепаратистов против российских войск. По-видимому, именно они привезли чеченским сепаратистам большое количество противотанковых средств и боеприпасов к ним, похищенных со складов бывших Прикарпатского и Одесского военных округов. В марте 2014 года главное следственное управление СКР по Северо-Кавказскому федеральному округу возбудило уголовное дело в отношении ряда участников этого вооруженного формирования по подозрению в убийстве российских граждан. В частности, был заочно арестован член УНА-УНСО, принимавший активное участие в боевых действиях Александр Музычко (Сашко Билый).

## Итоги
Итогом войны стало подписание Хасавюртовских соглашений и вывод российских войск. Чечня вновь стала де-факто независимым, но де-юре непризнанным ни одной страной мира (в том числе Россией) государством.
Разрушенные дома и сёла не восстанавливались, экономика — исключительно криминальная, впрочем, криминальная она была не только в Чечне, так, по утверждению бывшего депутата Константина Борового, взятки в строительном бизнесе по подрядам Министерства обороны, во время Первой чеченской войны, доходили до 80 % от суммы договора. Из-за этнических чисток и боевых действий Чечню покинуло (или было убито) практически всё нечеченское население. В республике начался межвоенный кризис и рост ваххабизма, в дальнейшем приведший ко вторжению в Дагестан, а затем и к началу Второй чеченской войны.

### Потери

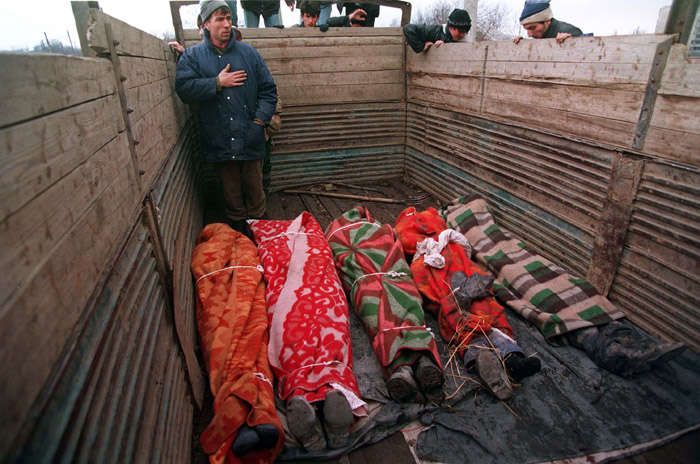
Чеченцы рядом с телами погибших, завёрнутыми в одеяла (сражение за Грозный, январь 1995).

По всем данным, обнародованным штабом ОГВ после окончания боевых действий, потери федеральных сил составили 4103 человек убитыми, 1231 — пропавших без вести/дезертировавших/пленных, 19 794 раненых. По уточнённым данным, собранным группой исследователей во главе с генерал-полковником Г. Ф. Кривошеевым, потери федеральных сил составили 5042 убитых, 690 пропавших без вести, 17 892 раненых. По данным Комитета солдатских матерей, потери составили не менее 14 000 человек убитыми (задокументированные случаи гибели по данным матерей погибших военнослужащих). Однако следует учитывать, что данные Комитета солдатских матерей включают в себя только потери солдат-срочников, без учёта потерь военнослужащих-контрактников и бойцов специальных подразделений.

Расскажу об одном конкретном случае. Я точно знал, что в этот день — это был конец февраля или начало марта 1995 года — погибли сорок военнослужащих Объединённой группировки. А мне приносят данные о пятнадцати. Спрашиваю: «Почему не учитываете остальных?» Замялись: «Ну, понимаете, 40 — это много. Мы лучше разделим эти потери на несколько дней». Меня, конечно, возмутили эти манипуляции.— Командующий внутренними войсками МВД РФ Анатолий Куликов
Потери сепаратистов, согласно данным российской стороны, составили 17 391 человек. По данным начальника штаба чеченских подразделений (позже Президента ЧРИ) А. Масхадова потери чеченской стороны составили около 3000 человек убитыми. По данным правозащитной организации «Мемориал» потери сепаратистов не превышали 2700 человек убитыми, а число потерь мирного населения составляет до 50 тысяч человек убитыми. По оценкам Александра Храмчихина потери чеченских боевиков могут достигать 10 000 человек. Секретарь Совета безопасности России А. И. Лебедь оценивал потери гражданского населения Чечни в 80 000 человек погибшими.

## Командующие
Командующие Объединённой группировкой федеральных сил в Чеченской Республике:
- Митюхин, Алексей Николаевич (декабрь 1994)
- Квашнин, Анатолий Васильевич (декабрь 1994 — февраль 1995)
- Куликов, Анатолий Сергеевич (февраль — июль 1995)
- Романов, Анатолий Александрович (июль — октябрь 1995)
- Шкирко, Анатолий Афанасьевич (октябрь — декабрь 1995)
- Тихомиров, Вячеслав Валентинович (январь — октябрь 1996)
- Пуликовский, Константин Борисович (и. о. июль — август 1996)

## В культуре

### Фильмы и сериалы
- Кавказский пленник (1996)
- Война окончена. Забудьте... (1997)
- Прокляты и забыты (1997)
- Чистилище (1997)
- Блокпост (1998)
- Особый случай (2001)
- Дом дураков (2002)
- Ахиллесова пята (2006)
- Русский треугольник (2007)
- Дело чести (2007)
- Десантура (2009)
- СОБР (2011)
- «АД» (Невзоров А. Г.) Документальная хроника (1995)
- Миротворец — документальный (2002)
- Обыкновенный терроризм — документальный, 4 серии (2003)
- Три комнаты меланхолии — документальный (2004)
- Чеченский капкан — документальный, 5 серий (2004)
- По ту сторону войны — документальный, 5 серий (2005)
- Три товарища — документальный (2006)
- Криминальная Россия: Заложники чёрного золота
- Лев Рохлин. Приказано забыть. 1 серия: И один в поле воин (2018, режиссёр Сергей Роженцев)
- Юрий Дудь. Человек после войны. Фильм-интервью (2018)
- Грозовые ворота (2009)
- Адам Кёртис. «Россия 1985—1999: TraumaZone» — документальный, 5,6 и 7 серии (2022, ВВС)

### Музыка
- Первой чеченской войне посвящены песни Юрия Шевчука: «Мёртвый город. Рождество», «Умирали пацаны», «Просвистела».
- Первой чеченской войне посвящены песни «Любэ»: «Батяня комбат» (1995), «Скоро дембель» (1996), «Шагом марш» (1996), «Мент» (1997).
- Первой чеченской войне посвящено почти всё творчество чеченских авторов Тимура Муцураева, Имама Алимсултанова, Лизы Умаровой.
- Первой чеченской войне посвящена песня группы «Мёртвые Дельфины» «Мёртвый город».
- Голубые береты — «Новый год», «Размышления офицера у телефона горячей линии», «Две вертушки на Моздок».
- Группа «Ростов» — «Город Грозный»
- Автор-исполнитель Сергей Тимошенко — «Штурм», «Вечер воспаминаний», «Добро пожаловать в ад», «Молитва»
- Павел Пламенев — «Ухожу»
- 7Б — «Молодые ветра»
- E.V.A. — «Радио Кавказ»
- GjeldRune  — «Новый год»

### Отражение в литературе
- «Кавказский пленный» (1994) — рассказ (повесть) Владимира Маканина.
- «Чеченский блюз» (1998) — роман Александра Проханова.
- «Вход в плен бесплатный, или Расстрелять в ноябре» (1998)— повесть Николая Иванова, полковника налоговой полиции России, которая была опубликована в 1998 году в «Роман-газете» № 4 (1322). В этой книге Николай Иванов рассказывает о своём пребывании в чеченском плену в 1996 году и о событиях, которые привели к его освобождению.[132]
- Первомайка (2000) — повесть Альберта Зарипова. Повесть о штурме села Первомайское Республики Дагестан в январе 1996 года.
- [lib.ru/MEMUARY/CHECHNYA/byloe.txt Я был на этой войне] (2001) — роман Вячеслава Миронова. Фабула романа построена вокруг штурма Грозного федеральными войсками зимой 1994/1995 годов.
- «Патологии» (роман) (2004) — роман Захара Прилепина.
- «Кровник» — роман Льва Пучкова, рисующий общую картину обстановки в Чеченской Республике в Первую кампанию.
- Детский мир (2005) — роман Канты Хамзатовича Ибрагимова.
- Грозненские рассказы — цикл рассказов Константина Семёнова о штурме Грозного 1994—1995 годов.
- «Миллион первый» (2005) — биография Джохара Дудаева, написанная его женой Аллой Дудаевой[133].
- «Алхан-Юрт» (2006) — собрание повестей и рассказов Аркадия Бабченко.
- Грозненский роман (2009) — роман Константина Семёнова. Издавался также под названием «Нас предала Родина».
- Записки «контрабаса» (2009) — повесть Олега Воропаева. (Премия Губернатора СК в области литературы за 2013 год).
- Чудесный день в аду (2011) — роман Игоря Срибного.
- Муравей в стеклянной банке. Чеченские дневники 1994—2004 гг. — документальная книга 2014 года Полины Жеребцовой.
- Тонкая серебристая нить (рассказы), (2015) — сборник рассказов Полины Жеребцовой, в котором отражена жизнь мирных жителей в городе Грозном в период чеченских войн.
- Чеченские мотивы (2016) — 150 с. ISBN 978-601-301-745-7. Рассказ Леонида Манякина.